# Mohamed Ben Othman
Mohamed Slim Ben Othman (Tunisi, 18 novembre 1989) è un ex calciatore tunisino, di ruolo centrocampista.

## Carriera
Ha giocato nella massima serie dei campionati ucraino, bulgaro e tunisino.